# Tcheliabinsk
Tcheliabinsk (en russe : Челябинск ) est une ville de Russie, en Sibérie occidentale, située non loin des monts Oural. Elle est la capitale administrative de l'oblast de Tcheliabinsk. Sa population s’élevait à 1 176 770 habitants en 2025.

## Géographie

### Localisation

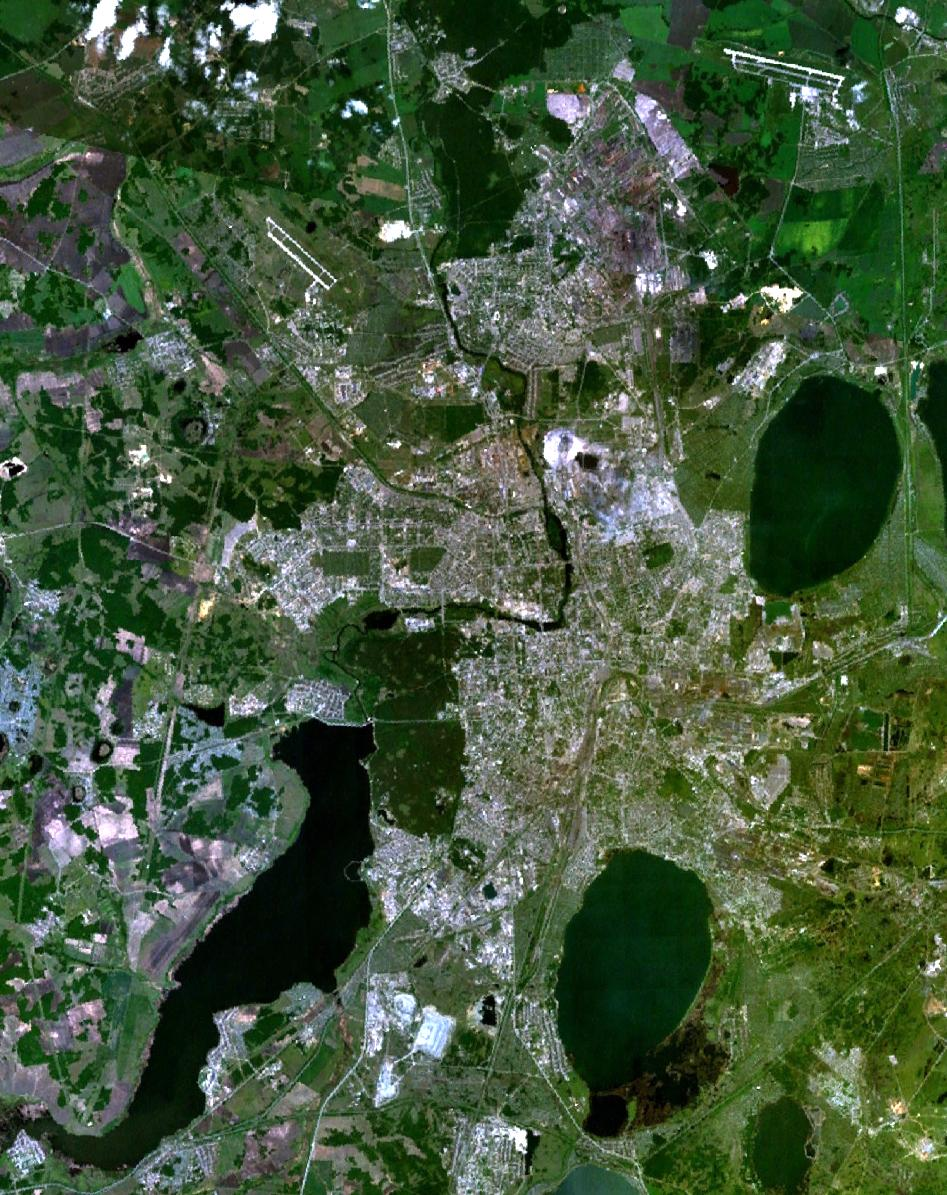
Image satellite de Tcheliabinsk.

Tcheliabinsk est située à environ 80 km du versant oriental des monts Oural, à 193 km au sud-sud-est de Iekaterinbourg, à 352 km à l’est d’Oufa, à 488 km au sud-est de Perm et à 1 494 km à l’est de Moscou.
Au niveau régional, Tcheliabinsk est la plus grande ville de l’oblast de Tcheliabinsk. Elle est située dans le nord-est de la région, à 250 km au nord-est de Magnitogorsk, 110 km à l’est de Zlatooust et 120 km au nord de Troïtsk.

### Topographie
Au tournant des XIXe – XXe siècles, après la construction du Transsibérien, de nombreux voyageurs achetaient des cartes postales à la gare de Tcheliabinsk et les envoyaient dans le monde entier comme preuve de leur séjour en Sibérie. Le pont de Léningrad relie les rives ouralienne et sibérienne de la rivière Miass, et constitue donc un pont entre l'Oural et la Sibérie. L'autoroute « Méridien » longe strictement la frontière entre l'Oural et la Sibérie, de la perspective Lénine à la rue Mekhanitcheskaïa : la promenade le long de la perspective Lénine sous le viaduc de l'autoroute « Méridien » est le point de passage de la frontière entre l'Oural et la Sibérie le plus connu des habitants de la ville.
La ville se trouve sur la rivière Miass, avec le réservoir d'eau Cherchniovskoïe et trois lacs : Smolino, Sineglazovo, Pervoïe. Plusieurs petites rivières se jettent dans le Miass : l'Igoumenka, la Koloupaïevka, la Tchikinka, la Tcheliabka (d'où le nom de la ville) et la Tchernouchka.
Du sud-ouest au nord, Tcheliabinsk est entourée par le district Sosnovsky en forme de fer à cheval. La ville satellite de Kopeïsk jouxte Tcheliabinsk à l'est. Au nord-est, Tcheliabinsk borde le district Krasnoarmeïsky.

### Géologie
Tcheliabinsk est situé presque au centre de l'Eurasie continentale (à 1 400 km du centre géographique), à l'est des montagnes de l'Oural, à 200 km au sud d'Iekaterinbourg. L'altitude est d'environ 200–250 m. La ville est connue par sa position géologique remarquable : sa partie occidentale - Oural du Sud (granites), sa partie orientale - Sibérie occidentale (roches sédimentaires), elle se trouve donc à la frontière de l'Oural et de la Sibérie et porte le nom  non officieux de « Porte de la Sibérie ».

### Hydrologie
Tcheliabinsk est traversée par la rivière Miass et comporte trois lacs naturels (Smolino, Sineglazovo, Pervoïe) ainsi que le réservoir Cherchniovskoïe.

### Climat
Le climat de Tcheliabinsk est continental. Les hivers sont longs et rigoureux (la température atteint parfois −30 °C), mais les étés sont chauds (les températures supérieures à 30 °C sont courantes).
| Mois                                        | jan.         | fév.         | mars         | avril        | mai          | juin        | jui.        | août        | sep.        | oct.         | nov.         | déc.         | année        |
| ------------------------------------------- | ------------ | ------------ | ------------ | ------------ | ------------ | ----------- | ----------- | ----------- | ----------- | ------------ | ------------ | ------------ | ------------ |
| Température minimale moyenne (°C)           | −19          | −19          | −9,3         | −0,3         | 7,9          | 12,6        | 14,5        | 13,5        | 7,6         | 1,4          | −6,2         | −14,2        | −0,9         |
| Température moyenne (°C)                    | −14,1        | −12,5        | −4,8         | 4,7          | 12,1         | 18,3        | 19,3        | 17,1        | 10,9        | 4,1          | −5,2         | −11,1        | 3,2          |
| Température maximale moyenne (°C)           | −10,5        | −7,9         | 1            | 10,6         | 20,3         | 23,9        | 25,2        | 23,6        | 17,2        | 9,3          | −0,4         | −6,9         | 8,8          |
| Record de froid (°C) date du record         | −49,9 Erreur | −44,9 Erreur | −44,9 Erreur | −29,9 Erreur | −19,9 Erreur | −4,9 Erreur | 0,1 Erreur  | 0,1 Erreur  | −9,9 Erreur | −24,9 Erreur | −39,9 Erreur | −44,9 Erreur | −49,9 Erreur |
| Record de chaleur (°C) date du record       | 4,9 Erreur   | 5,6 2014     | 19,9 Erreur  | 34,9 Erreur  | 39,9 Erreur  | 39,9 Erreur | 39,9 Erreur | 39,9 Erreur | 34,9 Erreur | 24,9 Erreur  | 14,9 Erreur  | 9,9 Erreur   | 39,9 Erreur  |
| Précipitations (mm)                         | 17           | 16           | 19           | 27           | 47           | 55          | 87          | 43          | 41          | 30           | 26           | 21           | 429          |
| Record de pluie en 24 h (mm) date du record | 27 2007      | 22 2008      | 23 2005      | 39 1935      | 39 1981      | 44 1980     | 68 1937     | 88 1958     | 38 1973     | 35 1928      | 35 1914      | 22 1949      | 88 1958      |
| Nombre de jours avec précipitations         | 0,1          | 0,3          | 3            | 10           | 15           | 19          | 17          | 16          | 16          | 10           | 6            | 1            | 113          |
| Humidité relative (%)                       | 85           | 77           | 76           | 66           | 61           | 64          | 69          | 71          | 73          | 73           | 82           | 83           | 73           |
| Nombre de jours avec neige                  | 21           | 16           | 15           | 6            | 1            | 0,3         | 0           | 0           | 1           | 6            | 15           | 19           | 100          |
| Nombre de jours d'orage                     | 0            | 0            | 0            | 0,1          | 2            | 8           | 9           | 4           | 1           | 0            | 0            | 0            | 24           |
| Nombre de jours avec brouillard             | 1            | 2            | 1            | 2            | 0,1          | 0,1         | 0,3         | 0,4         | 1           | 1            | 2            | 1            | 12           |

| Diagramme climatique                                  |           |         |            |           |            |            |            |           |          |            |             |
| J                                                     | F         | M       | A          | M         | J          | J          | A          | S         | O        | N          | D           |
| −10,5−1917                                            | −7,9−1916 | 1−9,319 | 10,6−0,327 | 20,37,947 | 23,912,655 | 25,214,587 | 23,613,543 | 17,27,641 | 9,31,430 | −0,4−6,226 | −6,9−14,221 |
| Moyennes : • Temp. maxi et mini °C • Précipitation mm |           |         |            |           |            |            |            |           |          |            |             |

### Voies de communication et transports

#### Routes

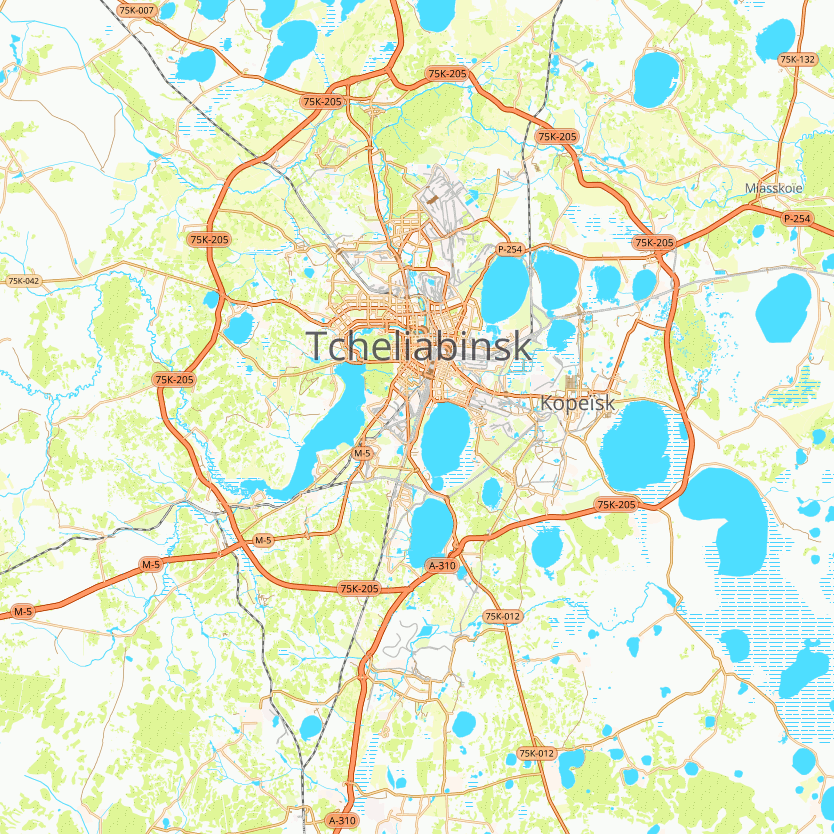
Plan des routes de Tcheliabinsk.

Trois autoroutes passent par Tcheliabinsk :
- la route , qui relie Moscou en passant par Oufa et Samara ;
- la  qui va vers Kourgan, Omsk, Novossibirsk, Krasnoïarsk, Irkoutsk et Oulan-Oude ;
- la route  qui va jusqu’à la frontière kazakhe.

Depuis 2008, Tcheliabinsk est entourée par une route circulaire de 140 km, construite en partie pour réduire la circulation de camions dans la ville.

#### Chemin de fer

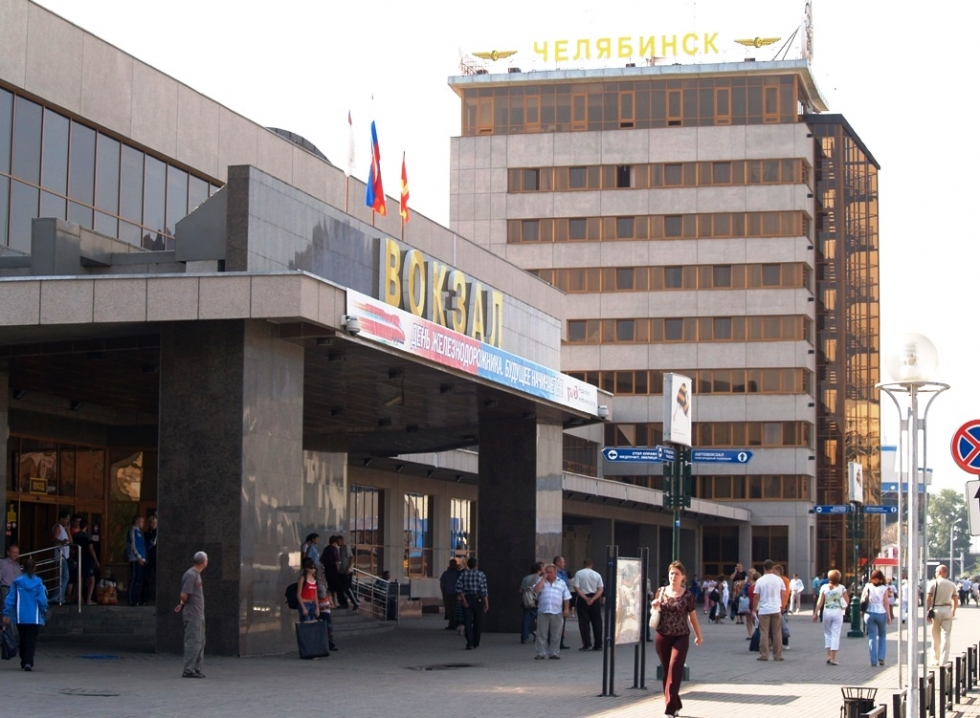
La gare centrale de Tcheliabinsk.

Tcheliabinsk n'est pas desservie par le Transsibérien, qui passe plus au nord, à Iekaterinbourg. Les trains passant par la gare centrale de Tcheliabinsk vont dans quatre directions :
- le nord et le nord-ouest : Iekaterinbourg, Nijni Taguil, Nijnevartovsk, Tioumen, Novy Ourengoï, Kirov, Saint-Pétersbourg ;
- l’est : Novossibirsk, Novokouznetsk, Krasnoïarsk, Irkoutsk, Tynda, Tchita, Tomsk, Vladivostok ;
- le sud : Astana, Karaganda, Tachkent, Orenbourg ;
- l’ouest : Oufa, Ijevsk, Moscou, Samara, Penza, Oulianovsk, Brest, Simferopol, Adler, Kislovodsk, Anapa, Astrakhan, Bakou, Voronej.

#### Aéroport

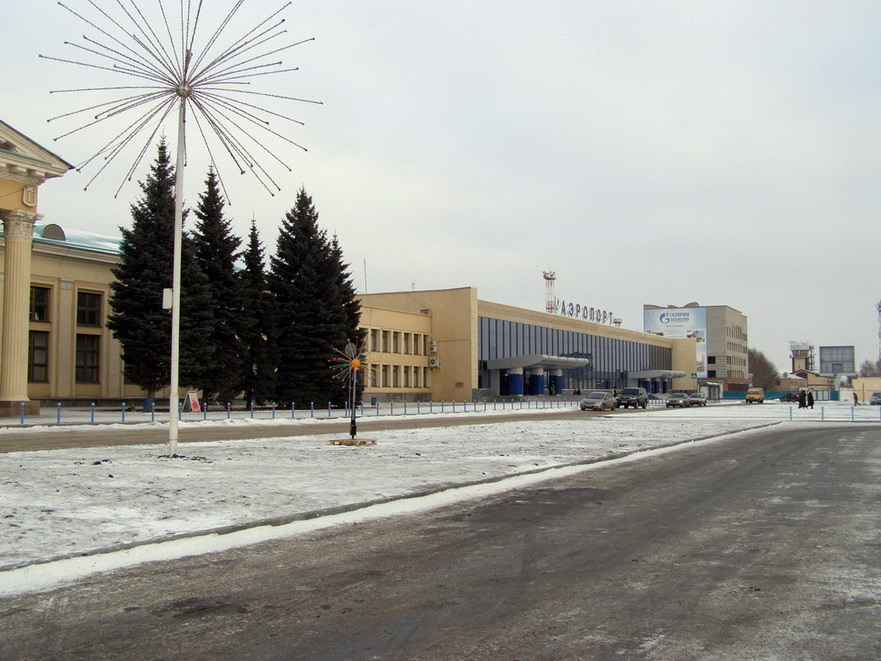
L’aéroport de Tcheliabinsk.

Tcheliabinsk possède un aéroport international (code AITA : CEK) situé à 18 km au nord du centre-ville. Outre les principales villes russes (Moscou, Saint-Pétersbourg, Nijni Novgorod, Novossibirsk, Kazan…), il dessert quelques villes d’Europe et d’Asie telles que Dubaï, Bakou, Harbin et Düsseldorf. Il y a aussi, au nord-ouest la base aérienne de Chagol.

#### Transports intra-urbains
La ville dispose d’un réseau de tramway, de trolleybus, d’autobus et de taxis collectifs gérés par la société Tcheliabgortrans.
Depuis 1992, un métro est en construction mais il n’est pas encore en service. Le premier tronçon, long de 8,25 km, compte cinq stations. Trois lignes sont prévues en tout. La construction est lente en raison d’un manque de financement ; le coût total est estimé à 25 milliards de roubles (environ 600 millions d’euros),.

## Histoire

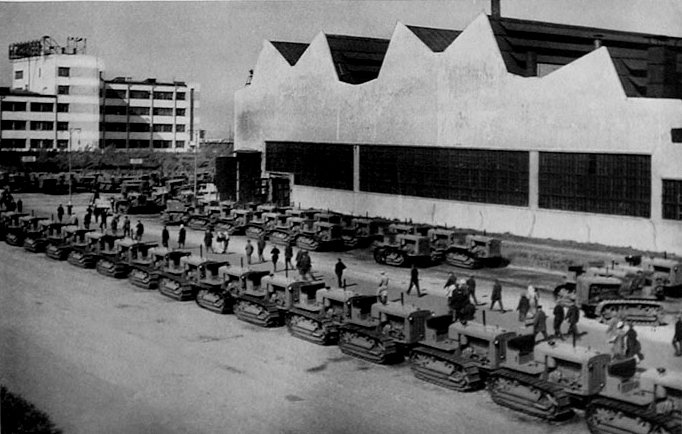
L’usine de tracteurs de Tcheliabinsk dans les années 1930.

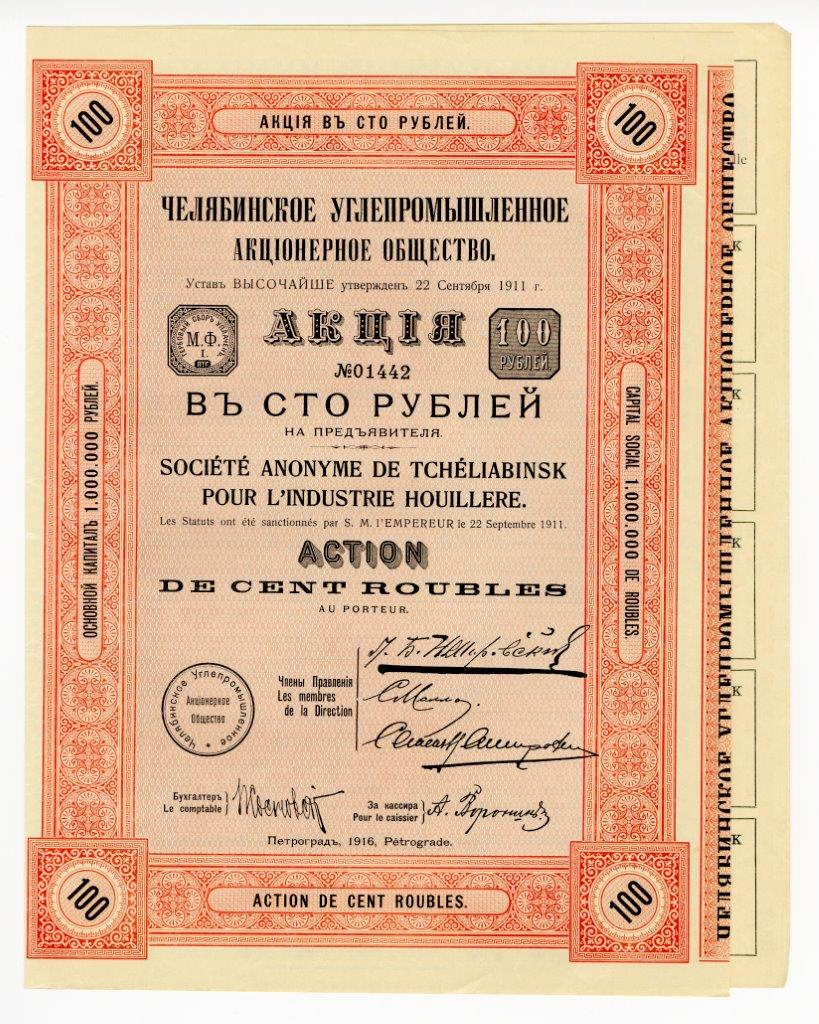
Action de la Société anonyme de Tcheliabinsk pour l'industrie houillère, 1916.

La forteresse Tcheliaba, d'où dérive le nom de la ville, fut construite en 1736 sur le site d'un village nommé Tcheliabi (en langue bachkire : Силәбе / Siläbe - signifiant une dépression ou un puits peu profond). La ville fut fondée en 1781. Vers 1900, Tcheliabinsk était essentiellement une base pour la construction du Transsibérien.
Pendant la période d’industrialisation soviétique des années 1930, Tcheliabinsk connut une croissance très rapide, en raison de la construction de plusieurs grands établissements industriels, notamment l’usine de tracteurs de Tcheliabinsk et l’usine métallurgique de Tcheliabinsk.
Durant la Seconde Guerre mondiale, plusieurs usines de la partie occidentale de l’Union soviétique furent évacuées devant l'avance allemande, et en partie transférées à Tcheliabinsk avec leur personnel. Ce fut le cas des usines Kirov et Ijorski de Léningrad et de l’usine de moteurs diesel de Kharkov, qui constituèrent, avec l'usine de tracteurs de Tcheliabinsk, un énorme complexe de production de chars de combat, surnommé Tankograd, qui employait 60 000 travailleurs en 1944.
En 1957, un grave accident nucléaire s’est produit à 70 km au nord de Tcheliabinsk, au complexe nucléaire Maïak.

### Superbolide de Tcheliabinsk

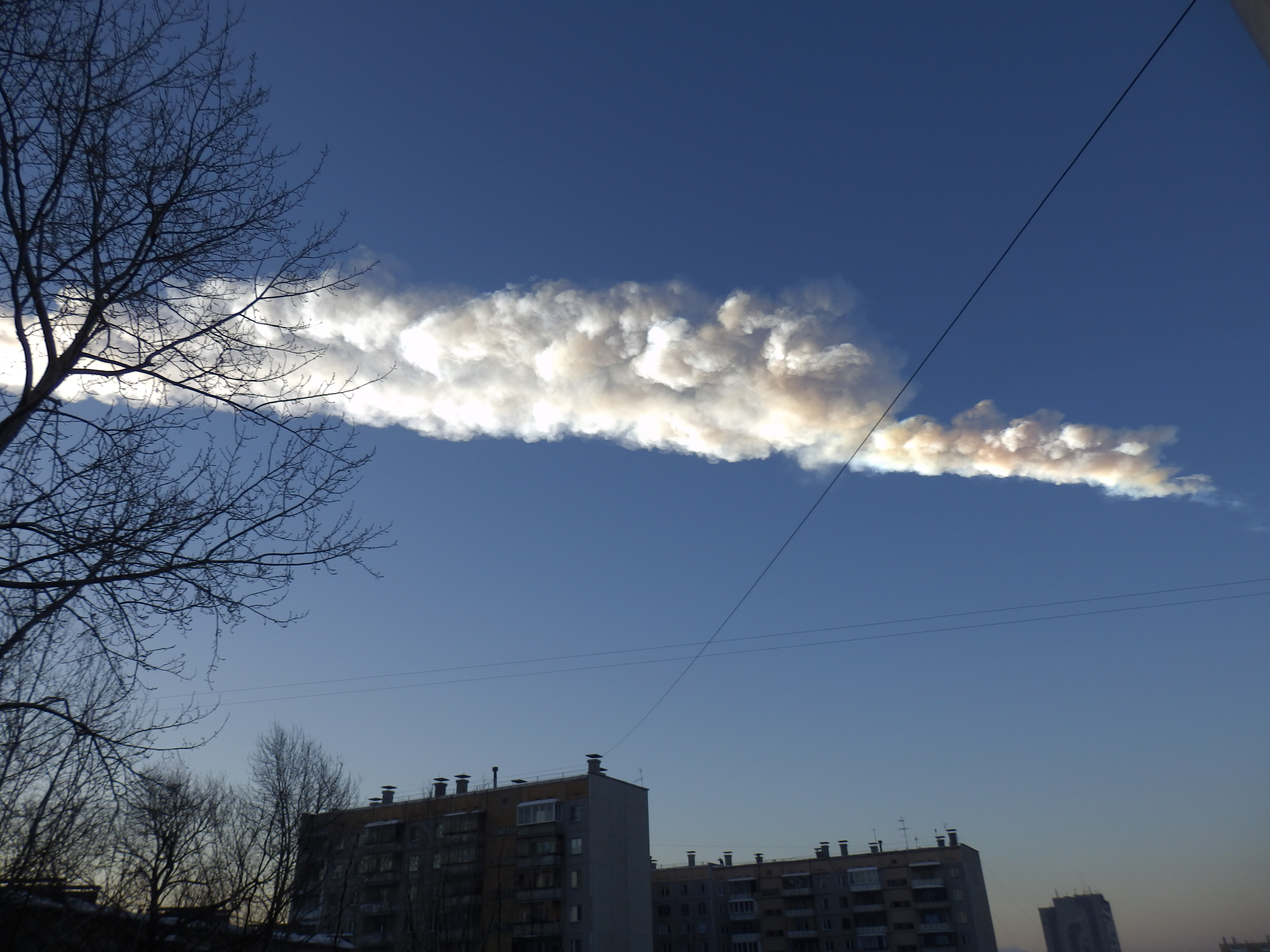
Superbolide de Tcheliabinsk.

Le 15 février 2013, un astéroïde d’une masse estimée à douze mille tonnes entrant dans l'atmosphère à 19 km/s a survolé l’oblast de Tcheliabinsk à 9 h 20,,,. Les bangs supersoniques de ses fragments ont provoqué des dégâts matériels dans plusieurs villes de la région, principalement à Tcheliabinsk : de nombreuses fenêtres ont été brisées et le toit d’une usine de zinc s’est effondré. 1 613 personnes ont été blessées, principalement par des éclats de verre. Certains blessés (40 à 112 selon les sources) ont dû être hospitalisés. Il s’agit de la plus grosse chute de météorite enregistrée depuis l’événement de la Toungouska et de la seule connue à avoir causé autant de blessés.

## Politique et administration

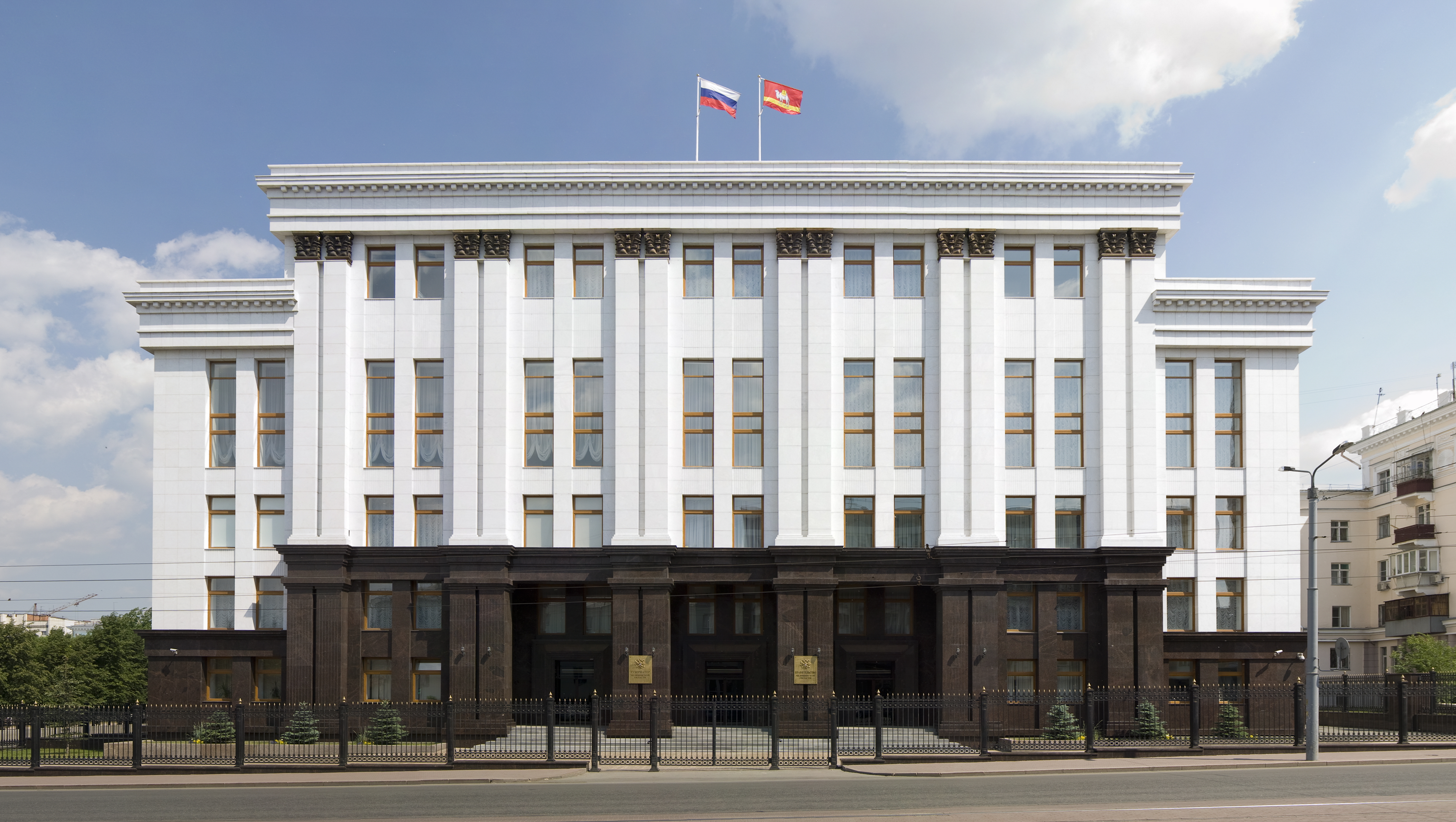
Résidence du gouverneur de l'oblast de Tcheliabinsk.

### Organisation administrative

Les sept arrondissements de Tcheliabinsk.

Tcheliabinsk est divisée en sept raïons (équivalents des arrondissements).
| Nom                       | Nom russe                                                            | Pop. (2013) |
| ------------------------- | -------------------------------------------------------------------- | ----------- |
| Raïon Kalininski          | Калининский район (« arrondissement de Kalinine »)                   | 216 260     |
| Raïon Kourtchatovski      | Курчатовский район (« arrondissement de Kourtchatov »)               | 201 704     |
| Raïon Leninski            | Ленинский район (« arrondissement de Lénine »)                       | 188 860     |
| Raïon Metallourguitcheski | Металлургический район (« arrondissement métallurgique »)            | 139 621     |
| Raïon Sovietski           | Советский район (« arrondissement soviétique »)                      | 138 227     |
| Raïon Traktorozavodski    | Тракторозаводский район (« arrondissement de l’usine de tracteurs ») | 173 799     |
| Raïon Tsentralny          | Центральный район (« arrondissement central »)                       | 97 730      |

### Jumelages
Tcheliabinsk est jumelée avec :
- Ramla (Israël),
- Nottinghamshire (Royaume-Uni),
- Columbia (États-Unis),
- Ürümqi (Chine).
- Harbin (Chine)

La ville entretient aussi des partenariats avec Oufa, Kazan et Omsk.

## Population et société

### Démographie
Recensements (*) ou estimations de la population.
| 1795  | 1856  | 1897*  | 1913   | 1926*  | 1931    | 1939*   |
| ----- | ----- | ------ | ------ | ------ | ------- | ------- |
| 2 700 | 4 300 | 19 998 | 65 100 | 59 203 | 116 900 | 273 116 |

| 1959*   | 1970*   | 1979*     | 1989*     | 2002*     | 2010*     | 2013      |
| ------- | ------- | --------- | --------- | --------- | --------- | --------- |
| 689 049 | 875 210 | 1 029 522 | 1 141 777 | 1 077 174 | 1 130 132 | 1 156 201 |

| 2014      | 2015      | 2016      | 2017      | 2018      | 2019      | 2020      |
| --------- | --------- | --------- | --------- | --------- | --------- | --------- |
| 1 169 432 | 1 182 221 | 1 191 994 | 1 198 858 | 1 202 371 | 1 200 719 | 1 196 680 |

#### Appartenance ethnique
Selon le recensement de 2010, l’appartenance ethnique des habitants de Tcheliabinsk est répartie comme suit.
| Ethnie      | Nombre  | Pourcentage |
| ----------- | ------- | ----------- |
| Russes      | 936 457 | 86,5        |
| Tatars      | 54 400  | 5,0         |
| Bachkirs    | 33 716  | 3,1         |
| Ukrainiens  | 15 638  | 1,4         |
| Allemands   | 7 096   | 0,7         |
| Biélorusses | 3 999   | 0,4         |
| Arméniens   | 3 666   | 0,3         |
| Mordves     | 3 097   | 0,3         |
| Tadjiks     | 2 966   | 0,3         |
| Kazakhs     | 2 866   | 0,3         |
| Autres      | 18 368  | 1,7         |
| Non précisé | 47 863  | —           |

### Enseignement

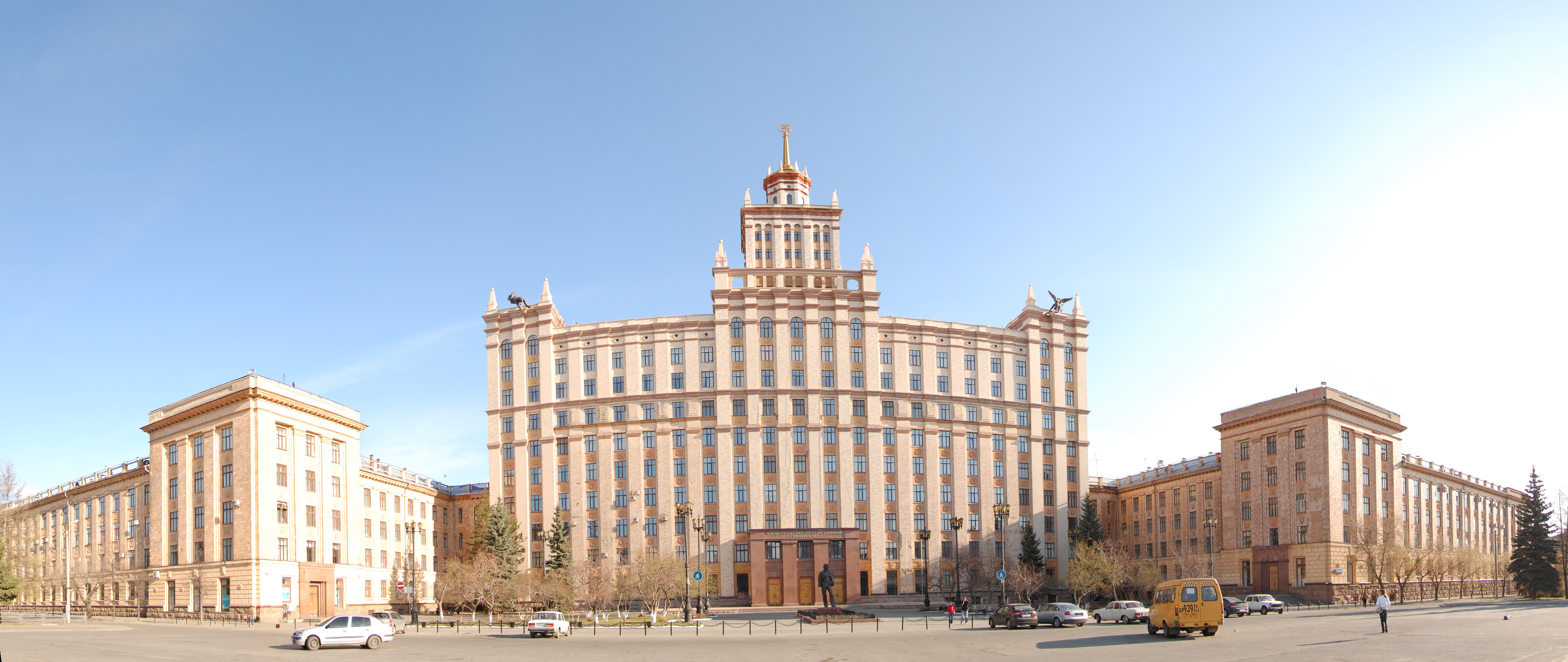
L'université d’État du Sud de l’Oural.

Tcheliabinsk possède plusieurs universités, notamment :
- l’université d'État de Tcheliabinsk,
- l’université d'État du Sud de l'Oural,
- l’université pédagogique d'État de Tcheliabinsk,
- l’université d'État de culture physique de l'Oural,
- l’université d'État de médecine de l'Oural du Sud du ministère de la Santé de la fédération de Russie.

### Sports

#### Club
Football
- FK Tcheliabinsk

Handball
- Lokomotiv Tcheliabinsk

Hockey-sur-glace
- Tchelmet Tcheliabinsk
- Traktor Tcheliabinsk

Volley-ball
- Avtodor-Metar

#### Événement
- Championnat du monde de curling double mixte 2010
- Championnats d'Europe de judo 2012
- Championnats du monde de judo 2014
- 5e Match des étoiles de la Ligue continentale de hockey
- Ligue mondiale de water-polo masculin 2013
- Repêchage d'entrée dans la KHL 2012

#### Infrastructure
- Traktor Arena

## Culture locale et patrimoine
Tcheliabinsk possède plusieurs théâtres dont le théâtre académique d'État d'opéra et de ballet Glinka, de style néoclassique avec un portique à la grecque, et le théâtre de la Jeunesse de Tcheliabinsk.

### Patrimoine

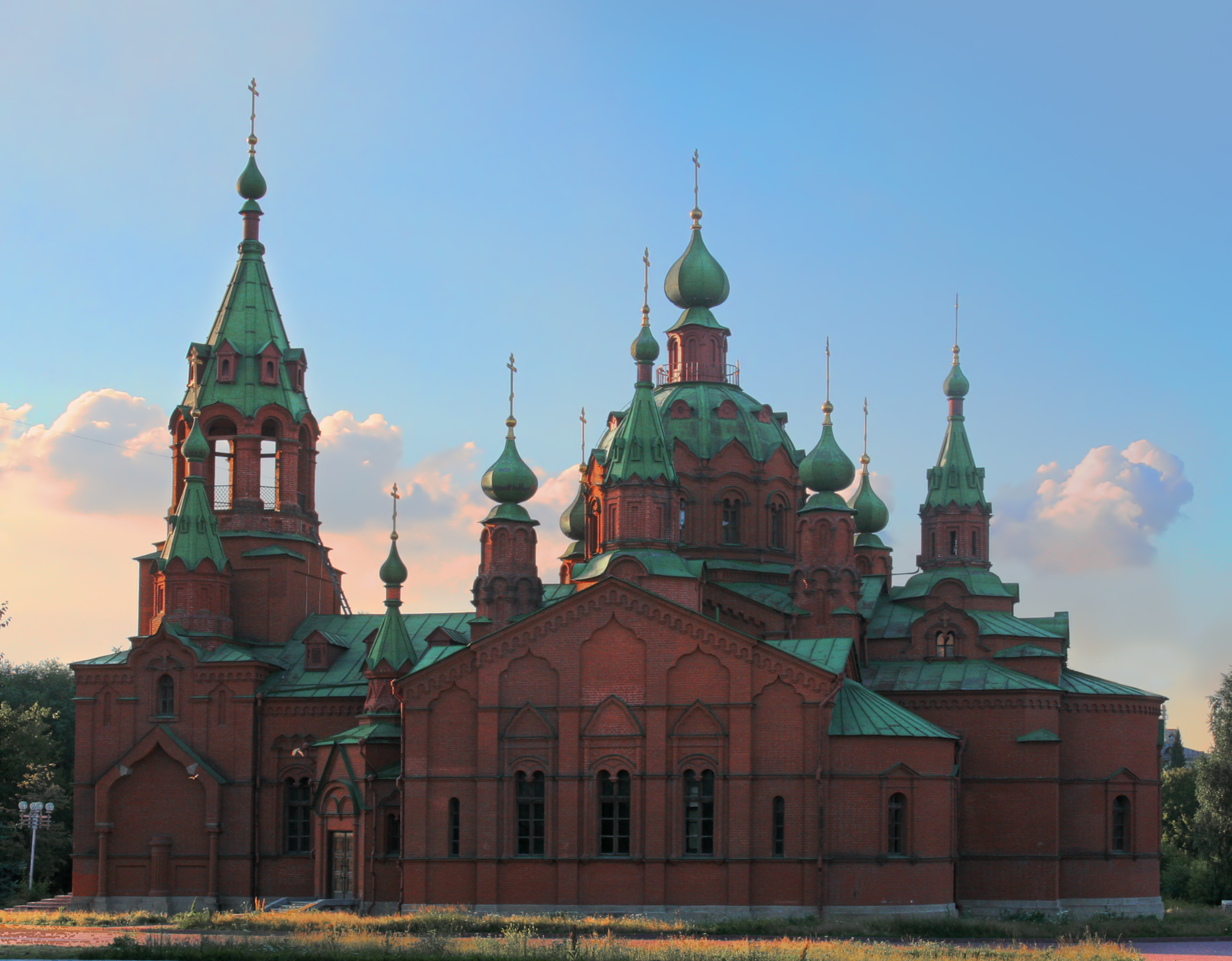
L'église Saint-Alexandre-Nevski.

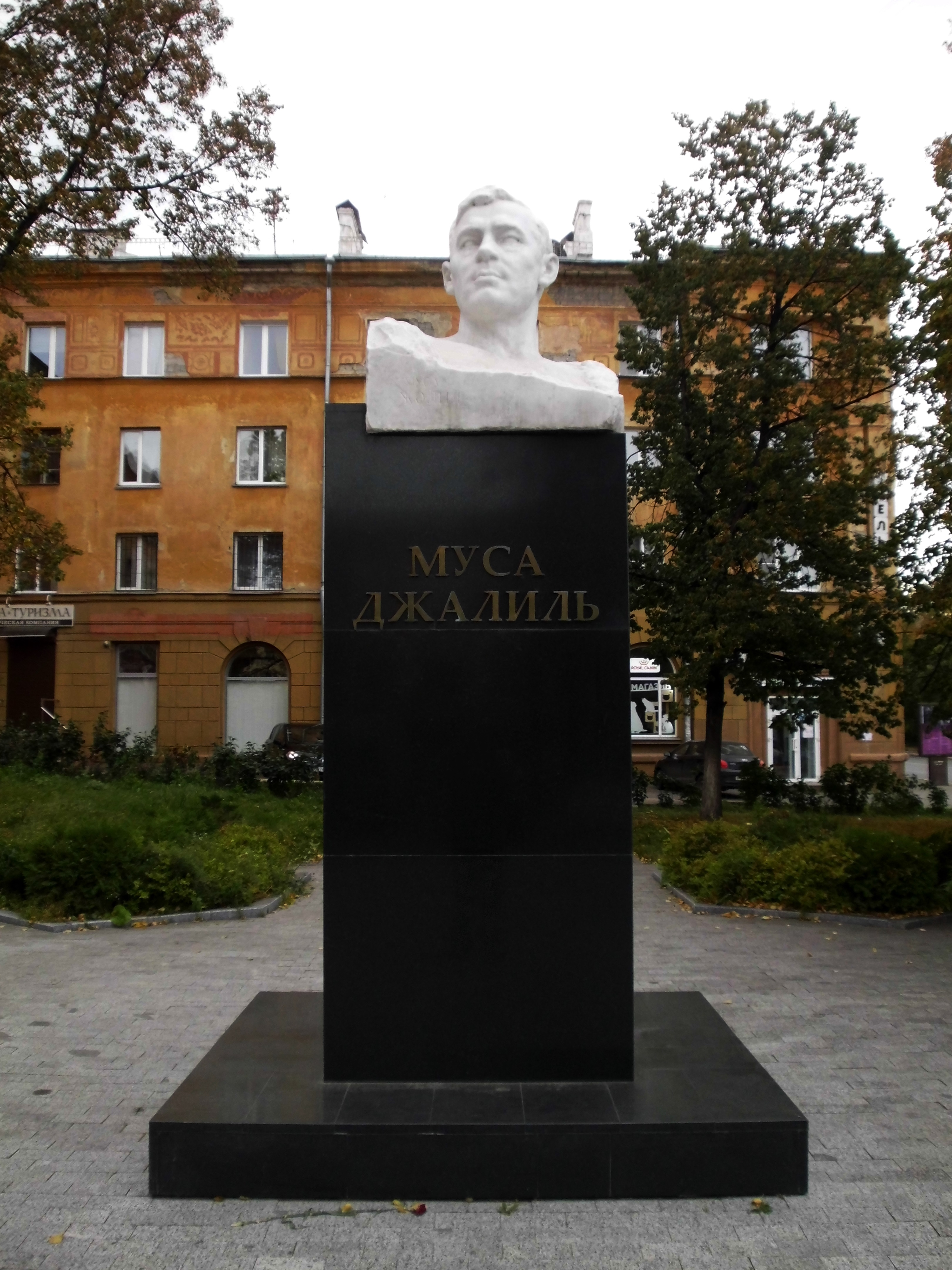
Monument de Moussa Djalil.

- Place de la Révolution (Площадь Революции), la plus grande place de la ville.
- Cathédrale Saint-Siméon construite en 1873.
- Église Saint-Alexandre-Nevski (храм Александра Невского), autrefois musée après 1920, rendue au culte.
- Église de la Sainte-Trinité[20], construite au début du XXe siècle.
- Synagogue de Tcheliabinsk construite en 1905.

### Musées
- Musée des beaux-arts de Tcheliabinsk
- Musée d'histoire de l'Oural du Sud
- Musée ferroviaire de Tcheliabinsk
- Musée géologique de l'université de l'Oural du Sud
- Musée des fusées et de la technologie spatiale

### Gastronomie
- pelmeni

### Religion
La population de Tcheliabinsk appartient majoritairement à l'Église orthodoxe russe. La cathédrale Saint-Siméon est le siège de l'éparchie de Tcheliabinsk qui regroupe les paroisses du nord de l'oblast de Tcheliabinsk et le siège métropolitain de l'archidiocèse dont dépendent l'éparchie de Tcheliabinsk, l'éparchie de Zlatooust, l'éparchie de Troitsk et l'éparchie de Magnitogorsk.
Il existe aussi une forte minorité musulmane d'obédience sunnite pour les habitants d'origine bachkire, tatare ou kazakhe.

## Symboles

Le drapeau de Tcheliabinsk.

Le drapeau de Tcheliabinsk représente un chameau (comme le drapeau de l'oblast de Tcheliabinsk) jaune sur un sol vert devant un mur de briques gris et avec un fond jaune. Le blason de Tcheliabinsk est similaire (un chameau devant un mur de briques).

## Personnalités liées à Tcheliabinsk
- Lera Auerbach (1973-), compositrice.
- Dmitri Bogdanov (1984-), dessinateur scientifique mondialement connu en paléontologie.
- Viatcheslav Bykov (1960-), joueur de hockey sur glace, 5 fois champion du monde.
- Ludmila Engquist (1964-), athlète suédoise d'origine russe, championne olympique du 110 m haies.
- Makhmout Gareïev (1923-2019), général.
- Sergueï Gontchar (1974-), joueur de hockey sur glace ayant notamment évolué avec les Sénateurs d'Ottawa.
- Viktor Khristenko (1957-), homme politique.
- Igor Kournossov (1985-2013), joueur d’échecs.
- Ievgueni Rochal (1972), informaticien, développeur de WinRar.
- Irina Shayk (1986-), mannequin.
- Maxime Souraïev (1972-), cosmonaute.
- Ievgueni Svechnikov (1950-2021), grand maître du jeu d’échecs.
- Yelena Yelesina (1970-), championne olympique du saut en hauteur en 2000.
- Ievgueni Kouznetsov (1992-), joueur de hockey sur glace évoluant avec les Capitals de Washington.